# Strudiella
Strudiella devonica ist ein in seiner Erstbeschreibung als Fluginsekt gedeuteter Gliederfüßer aus dem Famennium (Oberdevon) von Belgien. Im Gegensatz zum ältesten Insekt Rhyniognatha aus dem Pragium (Unterdevon) ist Strudiella vollständiger erhalten geblieben. Die Deutung als Insekt ist jedoch sehr umstritten.

## Beschreibung
Strudiella besaß dreieckige Mundwerkzeuge und zwei Antennen am Kopf. Der Hinterleib bestand aus zehn Segmenten. Außerdem besaß Strudiella sechs Beine, dies wird jedoch von Hörnschemeyer et al. 2013 verneint. Ebenso wie bei allen Insekten saßen am Kopf zwei große Facettenaugen. Da man jedoch kein ausgewachsenes Tier (Imago) gefunden hat, sondern lediglich die Nymphe (Jugendstadium), ist ungeklärt, ob Strudiella Flügel besaß.
Als Nymphe wurde Strudiella acht Millimeter lang und 1,7 Millimeter breit.

## Lebensweise
Wie Libellennymphen lebte Strudiella als Nymphe höchstwahrscheinlich im Wasser. Auch der stromlinienförmige Körper weist darauf hin, dass Strudiella ein Wasserbewohner war. Ähnlich Libellenlarven wird Strudiella andere kleine Wassertiere gefressen haben.